# Olympische Winterspiele 1994/Teilnehmer (Amerikanisch-Samoa)
| Gelbes Symbol für Goldmedaillen mit stilisierten Olympischen Ringen | Graues Symbol für Silbermedaillen mit stilisierten Olympischen Ringen | Braundes Symbol für Bronzemedaillen mit stilisierten Olympischen Ringen |
| ------------------------------------------------------------------- | --------------------------------------------------------------------- | ----------------------------------------------------------------------- |
| —                                                                   | —                                                                     | —                                                                       |

Amerikanisch-Samoa nahm an den Olympischen Winterspielen 1994 im norwegischen Lillehammer mit einer Delegation von zwei Sportlern teil.

## Teilnehmer nach Sportarten

### Bobsport
| Athleten                      | Wettbewerb | Lauf 1  | Lauf 1 | Lauf 2  | Lauf 2 | Lauf 3  | Lauf 3 | Lauf 4  | Lauf 4 | Gesamt      | Gesamt |
| Athleten                      | Wettbewerb | Zeit    | Rang   | Zeit    | Rang   | Zeit    | Rang   | Zeit    | Rang   | Zeit        | Rang   |
| ----------------------------- | ---------- | ------- | ------ | ------- | ------ | ------- | ------ | ------- | ------ | ----------- | ------ |
| Männer                        |            |         |        |         |        |         |        |         |        |             |        |
| Faauuga Muagututia Brad Kiltz | Zweierbob  | 55,57 s | 42     | 55,25 s | 41     | 55,06 s | 37     | 55,16 s | 38     | 3:41,04 min | 39     |